# Törökország a 2014. évi téli olimpiai játékokon
Törökország az oroszországi Szocsiban megrendezett 2014. évi téli olimpiai játékok egyik részt vevő nemzete volt. Az országot az olimpián 3 sportágban 6 sportoló képviselte, akik érmet nem szereztek.

## Alpesisí
Férfi
| Versenyző   | Versenyszám      | 1. futam      | 1. futam      | 2. futam | 2. futam | Összesítés | Összesítés |
| Versenyző   | Versenyszám      | Idő           | Hely.         | Idő      | Hely.    | Idő        | Helyezés   |
| ----------- | ---------------- | ------------- | ------------- | -------- | -------- | ---------- | ---------- |
| Emre Şimşek | Műlesiklás       | nem ért célba | nem ért célba | kiesett  | kiesett  | kiesett    | kiesett    |
| Emre Şimşek | Óriás-műlesiklás | 1:40,26       | 76.           | 1:37,38  | 67.      | 3:17,64    | 68.        |

Női
| Versenyző     | Versenyszám      | 1. futam | 1. futam | 2. futam | 2. futam | Összesítés | Összesítés |
| Versenyző     | Versenyszám      | Idő      | Hely.    | Idő      | Hely.    | Idő        | Helyezés   |
| ------------- | ---------------- | -------- | -------- | -------- | -------- | ---------- | ---------- |
| Tuğba Kocaağa | Műlesiklás       | 1:06,22  | 51.      | 1:02,74  | 40.      | 2:08,96    | 41.        |
| Tuğba Kocaağa | Óriás-műlesiklás | 1:36,04  | 70.      | 1:33,76  | 59.      | 3:09,80    | 63.        |

## Műkorcsolya
| Versenyző                  | Versenyszám | Eredeti (original) tánc | Eredeti (original) tánc | Kűr     | Kűr     | Összesítés | Összesítés |
| Versenyző                  | Versenyszám | Pont                    | Hely.                   | Pont    | Hely.   | Pont       | Helyezés   |
| -------------------------- | ----------- | ----------------------- | ----------------------- | ------- | ------- | ---------- | ---------- |
| Alisa Agafonova Alper Uçar | Jégtánc     | 49,84                   | 22.                     | kiesett | kiesett | kiesett    | kiesett    |

## Sífutás
Férfi
| Versenyző         | Versenyszám | Selejtező | Selejtező | Negyeddöntő | Negyeddöntő | Elődöntő | Elődöntő | Döntő   | Döntő    |
| Versenyző         | Versenyszám | Idő       | Hely.     | Idő         | Hely.       | Idő      | Hely.    | Idő     | Helyezés |
| ----------------- | ----------- | --------- | --------- | ----------- | ----------- | -------- | -------- | ------- | -------- |
| Sabahattin Oğlago | 15 km       |           |           |             |             |          |          | 45:16,0 | 71.      |
| Sabahattin Oğlago | Sprint      | 4:02,03   | 75.       | kiesett     | kiesett     | kiesett  | kiesett  | kiesett | 75.      |

Női
| Versenyző              | Versenyszám | Selejtező | Selejtező | Negyeddöntő | Negyeddöntő | Elődöntő | Elődöntő | Döntő   | Döntő    |
| Versenyző              | Versenyszám | Idő       | Hely.     | Idő         | Hely.       | Idő      | Hely.    | Idő     | Helyezés |
| ---------------------- | ----------- | --------- | --------- | ----------- | ----------- | -------- | -------- | ------- | -------- |
| Kelime Aydın Çetinkaya | 10 km       |           |           |             |             |          |          | 32:58,0 | 56.      |
| Kelime Aydın Çetinkaya | 15 km       |           |           |             |             |          |          | 47:17,7 | 61.      |
| Kelime Aydın Çetinkaya | Sprint      | 3:05,00   | 67.       | kiesett     | kiesett     | kiesett  | kiesett  | kiesett | 67.      |